# Кабинет министров Нью-Брансуика
Кабинет Нью-Брансуика зачастую состоит из членов законодательного собрания Нью-Брансуика. По своей роли и структуре он схож с кабинетом министров Канады, но из-за различий в федеральной и провинциальной юрисдикции количество портфелей отличается.
Лейтенант-губернатор Нью-Брансуика, как представитель монархии в провинции, назначает кабинет, который помогает ему управлять провинцией. Члены кабинета утверждаются лейтенант-губернатором по рекомендации премьер-министра. Большинство членов кабинета являются главами министерств или агентств, но это не всегда так.
Как и на федеральном уровне, самым значимым является пост министра финансов. В настоящее время другим значимым портфелем является пост министра здравоохранения, так как министерство имеет большой бюджет и политический вес. Другие весомые портфели — министерство образования, семьи и, природных ресурсов и транспорта.

## Действующий кабинет
Действующий кабинет, назначенный премьер-министром Нью-Брансуика Шоном Грэмом, был принят к присяге 3 октября 2006 года . С тех пор было несколько перестановок и отставок .
Посты кабинета министров указаны в том порядке, в котором они следуют в акте Executive Council Act .
| Пост                                                                 | Фамилия                                | Занимает пост с |
| -------------------------------------------------------------------- | -------------------------------------- | --------------- |
| Премьер Нью-Брансуика                                                | Шон Грэм англ. Shawn Graham            | 2006            |
| Президент совета провинции                                           | Шон Грэм англ. Shawn Graham            | 2006            |
| Министр по межправительственным делам                                | Шон Грэм англ. Shawn Graham            | 2006            |
| Глава совета по положению людей с ограниченными возможностями        | Шон Грэм англ. Shawn Graham            | 2006            |
| Министр юстиции и дел потребителейГенеральный прокурор Нью-Брансуика | Майк Мёрфи англ. Michael B. Murphy     | 2009            |
| Генеральный прокурор Нью-Брансуика                                   | Майк Мёрфи англ. Michael B. Murphy     | 2009            |
| Лидер правительства                                                  | Майк Мёрфи англ. Michael B. Murphy     | 2009            |
| Министр общественного порядка                                        | Джон Винстан Форэн англ. John W. Foran | 2006            |
| Заместитель генерального прокурора Нью-Брансуика                     | Джон Винстан Форэн англ. John W. Foran | 2006            |
| Министр финансов                                                     | Грэг Бурн англ. Greg Byrne             | 2009            |
| Глава ликёрной корпорации Нью-Брансуика                              | Грэг Бурн англ. Greg Byrne             | 2009            |
| Глава корпорации по инвестициям Нью-Брансуика                        | Грэг Бурн англ. Greg Byrne             | 2009            |
| Глава корпорации по лотереям и азартным играм Нью-Брансуика          | Грэг Бурн англ. Greg Byrne             | 2009            |
| Министр поставок и услуг                                             | Эдвард Дохерти англ. Edward Doherty    | 2008            |
| Министр транспорта                                                   | Денис Ландри англ. Denis Landry        | 2006            |
| Министр природных ресурсов                                           | Волли Стайлс англ. Wally Stiles        | 2008            |
| Министр энергетики                                                   | Джек Кейр англ. Jack Keir              | 2006            |
| Глава агентства по энергосбережению                                  | Джек Кейр англ. Jack Keir              | 2006            |
| Министр сельского и водного хозяйств                                 | Рональд Уллетт англ. Ronald Ouellette  | 2006            |
| Министр рыболовства                                                  | Рик Дуче англ. Rick Doucet             | 2006            |
| Министр здравоохранения                                              | Мэри Шрайдер англ. Mary Schryer        | 2009            |
| Глава наблюдательного совета по положению женщин                     | Мэри Шрайдер англ. Mary Schryer        | 2009            |
| Министр здоровья, культуры и спорта                                  | Гедард Алберт англ. Hédard Albert      | 2007            |
| Глава подразделения по франкофонам                                   | Гедард Алберт англ. Hédard Albert      | 2007            |
| Министр социального развития                                         | Келли Ламрок англ. Kelly Lamrock       | 2009            |
| Глава комиссии по гражданскому строительству                         | Келли Ламрок англ. Kelly Lamrock       | 2009            |
| Глава комиссии по провинциальной столице                             | Келли Ламрок англ. Kelly Lamrock       | 2009            |
| Министр человеческих ресурсов                                        | Рик Брюер англ. Rick Brewer            | 2008            |
| Глава секретариата по делам индейцев                                 | Рик Брюер англ. Rick Brewer            | 2008            |
| Министр профессионального образования и труда                        | Дональд Арсено англ. Donald Arseneault | 2008            |
| Глава агентства по инициативам северного Нью-Брансуика               | Дональд Арсено англ. Donald Arseneault | 2008            |
| Министр образования                                                  | Рональд Хоше англ. Roland Haché        | 2009            |
| Министр окружающей среды                                             | Рик Майлз англ. Rick Miles             | 2009            |
| Министр по муниципальному правительству                              | Бернард Леблан англ. Bernard LeBlanc   | 2008            |
| Министр торговли                                                     | Виктор Бодро англ. Victor Boudreau     | 2009            |
| Глава корпорации Service New Brunswick                               | Виктор Бодро англ. Victor Boudreau     | 2009            |
| Глава секретариата по росту численности населения                    | Виктор Бодро англ. Victor Boudreau     | 2009            |
| Глава агентства по связям Нью-Брансуика                              | Виктор Бодро англ. Victor Boudreau     | 2009            |
| Глава корпорации регионального развития Нью-Брансуика                | Виктор Бодро англ. Victor Boudreau     | 2009            |
| Глава агентства по уменьшению бюрократизма Нью-Брансуика             | Виктор Бодро англ. Victor Boudreau     | 2009            |
| Министр по туризму и паркам                                          | Стюарт Джемиесон англ. Stuart Jamieson | 2006            |
| Министр по делам старшего поколения                                  | Брайан Кенни англ. Brian Kenny         | 2008            |
| Глава секретариата по общественным организациям                      | Брайан Кенни англ. Brian Kenny         | 2008            |